# Maher Island
Maher Island ist eine kleine, hufeisenförmige Insel mit zahlreichen Felsvorsprüngen vor der Bakutis-Küste des westantarktischen Marie-Byrd-Lands. Sie liegt 11 km nördlich des nordwestlichen Endes von Siple Island.
Entdeckt und aus der Luft fotografiert wurde die Insel bei der US-amerikanischen Operation Highjump (1946–1947). Das Advisory Committee on Antarctic Names benannte sie 1962 nach Eugene Hugh Maher (1908–1981) von der United States Navy, Kommandant des Eisbrechers USS Glacier bei der von 1955 bis 1956 dauernden Operation Deep Freeze I.